# 墨磨り機
墨磨り機（すみすりき）とは、自動的に墨を磨る機械であり、書家などが書作品の製作のために用いる。墨磨機、墨すり機と綴られることも多い。

## 概要
色紙や半紙などの小作品ではそれほど大量の墨を必要としないが、書道展に出品する条幅作品など大作の場合は非常にたくさんの墨を必要とし、この墨を手で磨って用意するには大変な時間と労力を要する。市販の液体墨（墨汁）では墨色・書き味ともに磨墨液とは異なるため、ここに自動で墨を磨る機械の需要が生じ、1970年代に墨磨り機が登場した。現在では、いずも和紙・墨運堂・呉竹・古梅園・宝研堂などの書道用品メーカーが販売し、書家やそれを目指す学書者などが使用し広く浸透している。

## 墨磨り機
現在の墨磨り機には、丸形の硯を使うタイプと長方形の硯を使うタイプがある。

### 丸形の硯を使うタイプ
1丁または2丁の墨を墨磨り機のアームに取り付けて固定し、専用の丸形セラミック硯に水を入れ、この硯が回転して墨を磨る。天然石の硯を用意しているメーカーもある。墨は、1丁型から10丁型（または、5丁型）まで使用できる。
主な製品
- 墨すり小僧（いずも和紙製）墨すり小僧の動作
- 墨磨り機H8型（呉竹製）
- 墨磨機るんるん（古梅園製）
- SS型 墨磨機 墨磨職人（墨運堂製）墨磨職人の動作
- KT-N型 墨磨機 スーパー墨磨職人（墨運堂製）

### 長方形の硯を使うタイプ
1丁の墨と長方形の硯を墨磨り機に取り付け、墨が動くタイプと硯が動くタイプがある。墨は、1丁型（または、3丁型）から10丁型まで使用できる。硯は、8インチから10インチまで使用できるが、専用の硯が用意されているものもある。墨が硯の一定の場所だけで動くとそこだけが磨り減ってしまうので、硯の丘全体に墨があたるように工夫された機種もある。
主な製品
- 縦横無尽たおやか（呉竹製）
- M型墨磨機 鉄人（墨運堂製）
- 墨磨機 らくらく（古梅園製）
- TS型 墨磨り機（宝研堂製）